# Mirail-Université (metrostation)
Mirail-Université is een metrostation in de Franse stad Toulouse.
Het is een station aan de metrolijn .
Het station is gelegen in het zuidwesten van de stad, in de wijk Mirail.
Het ligt onder de kruising van de Rue de l’Université en de l'Avenue de Tabar
Het station is geopend op 26 juni 1993.